# Andiast
Andiast (, toponimo romancio; in tedesco Andest, ufficiale fino al 1943, in italiano Andesto, desueti) è una frazione di 211 abitanti del comune svizzero di Brigels, nella regione Surselva (Canton Grigioni).

## Storia

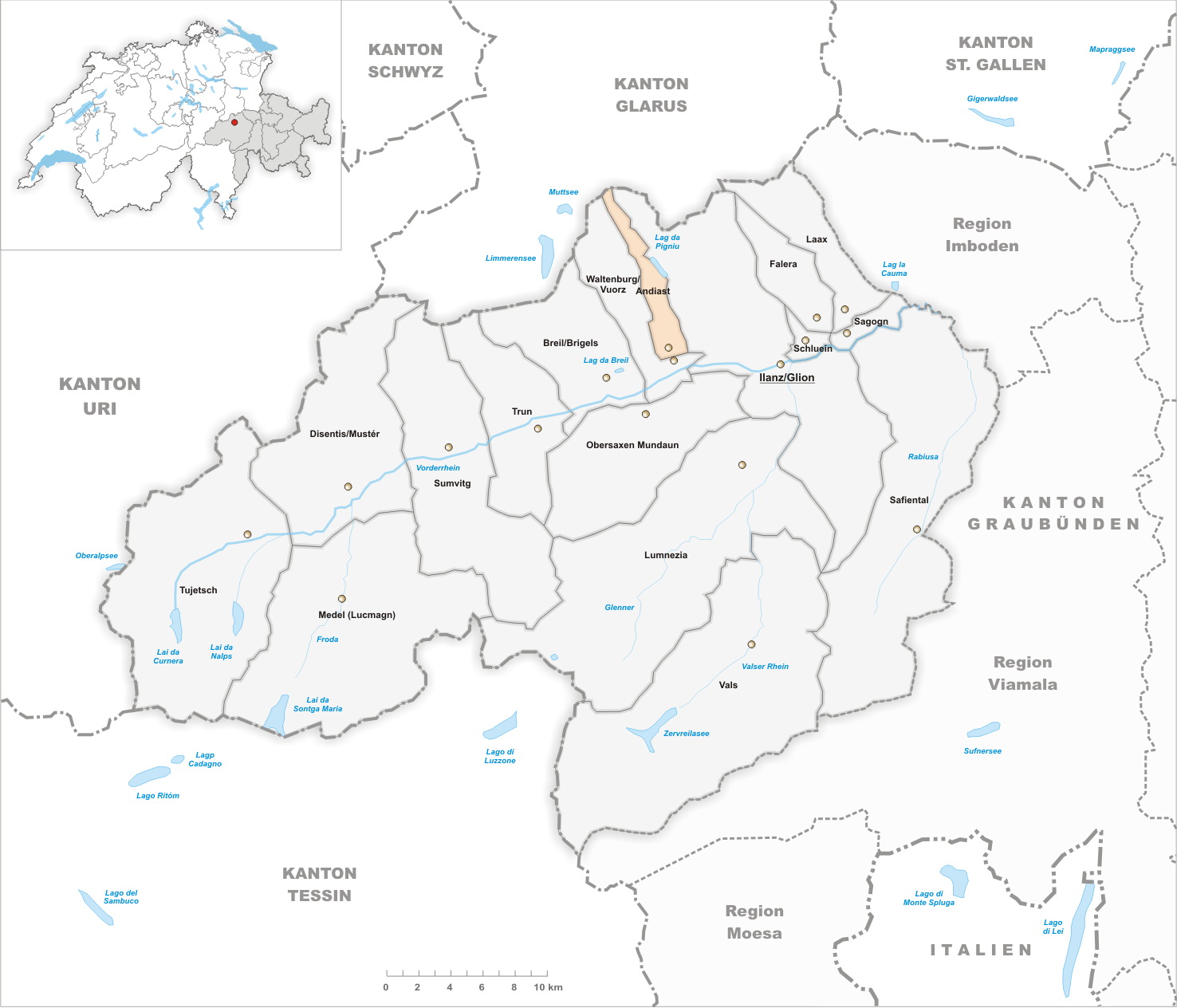
Il territorio del comune di Andiast prima degli accorpamenti comunali del 2018

Già comune autonomo che si estendeva per 13,63 km², il 1° gennaio 2018 è stato aggregato al comune di Brigels assieme all'altro comune soppresso di Waltensburg

## Monumenti e luoghi d'interesse
- Chiesa cattolica dei Santi Giulitta e Quirico, attestata dal 1461[1].

## Società

### Evoluzione demografica
L'evoluzione demografica è riportata nella seguente tabella:
Abitanti censiti

### Lingue e dialetti
Nel 1990 l'89% della popolazione parlava la lingua romancia.